# Sandskär (Luleå)
Sandskär is een van de eilanden van de Lule-archipel. Het eiland ligt tussen Björkön en Hamnön, heeft geen oeververbinding en er staat maar een enkel huis. Aan de zuidkant is het door de Sandskärsreften inmiddels verbonden met Skogsskäret. Dat is het gevolg van de postglaciale opheffing. De Sandskärsreften is een beschermd vogelgebied.